# Euphorbia bombensis
Euphorbia bombensis är en törelväxtart som beskrevs av Nikolaus Joseph von Jacquin. Euphorbia bombensis ingår i släktet törlar, och familjen törelväxter. Inga underarter finns listade i Catalogue of Life.